# Janez Sirše
Janez Sirše, slovenski ekonomist in politik, * 1950.
Med 14. majem 1992 in 25. januarjem 1993 je bil minister za turizem in gostinstvo Republike Slovenije.